# Delphos (Ohio)
Delphos è un comune degli Stati Uniti d'America, situato nello stato dell'Ohio, diviso tra la contea di Allen e la contea di Van Wert.